# Michelle Randolph
Michelle Randolph, née le 11 septembre 1997, est une actrice et mannequin américaine.

## Biographie
Michelle Randolph est née le 11 septembre 1997, au sein d'une famille de trois enfants. Sa sœur aînée, Cassie Randolph, est une personnalité de la télévision qui a remporté la saison 23 de The Bachelor. Elle a grandi à Walnut Creek, en Californie, avant de déménager à Huntington Beach, également en Californie, à l'âge de 16 ans. Elle est titulaire d'un diplôme en études cinématographiques et médiatiques de l'Université d'État de l'Arizona en 2023.
Elle a également créé sa ligne de denim durable appelée LNDN, sur laquelle elle travaille avec sa sœur Cassie.
Sa carrière prend réellement son envol lorsqu'elle est choisie par Taylor Sheridan pour jouer dans 1923, une préquelle de la série Yellowstone diffusée sur Paramount Network.
Elle enchaine ensuite avec un rôle à succès dans Landman, une série Paramount+ qui raconte les affaires et la corruption dans le monde des plates-formes pétrolières de l'ouest du Texas. Une saison 2 est confirmée par Paramount+.

## Filmographie

### Cinéma
- 2021 : The Resort de Taylor Chien
- 2023 : The Throwback de Mario Garcia
- 2026 : Scream 7 de Kevin Williamson

### Télévision
- 2022-2023 : 1923 (Série TV) : Elizabeth « Liz » Strafford
- 2024 : Landman (Série TV) : Ainsley Norris

## Voix françaises
- Zina Khakhoulia :
  - 1923
  - Landman